# アンチヒーロー (テレビドラマ)
『アンチヒーロー』は、2024年4月14日から6月16日までTBS系「日曜劇場」枠で放送されたテレビドラマ。主演は長谷川博己。
有罪率99.9パーセントといわれる日本の刑事裁判において、被疑者である証拠が完全に揃っていても無罪を獲得する一見ダークな弁護士の姿を通して、「正義の反対は、本当に悪なのだろうか」を問いかけるオリジナル作品。
本作は4人の脚本家チームによる共同脚本で綿密な作り込みがなされており、脱稿までに1年の歳月を要している。

## あらすじ
詳細は「#エピソードリスト」を参照
型破りな弁護士・明墨正樹は、犯罪者である証拠が揃っていても無罪を勝ち取ってきた。明墨法律事務所に入所した正義感の強い若手弁護士・赤峰柊斗は、当初彼のやり方に反発するが、同僚弁護士・紫ノ宮飛鳥やパラリーガルの白木凛、青山憲治とともに裁判に取り組むうちに、明墨には真の目的があるのではないかと疑うようになる。
実は、明墨が無罪を勝ち取ってきた事件は、すべて12年前のある「一家殺人事件」に繋がっていた。かつて検事だった明墨は、その事件で自白させた被告人・志水裕策に死刑判決が下されるが、同期の検事・桃瀬礼子から警察や検察の不正による冤罪と教えられ、今度は弁護士としてその判決を覆そうとしていた。
明墨たちは、疑惑の渦中にある検事正・伊達原泰輔と対峙し、司法の闇を白日の下に晒すために戦う。

## キャスト

### 明墨法律事務所
明墨正樹（あきずみ まさき）
演 - 長谷川博己
代表弁護士。元検事。12年前、さいたま地検在籍時に糸井一家殺人事件を応援要請で尋問し志水を自白させるが、同期の検事・桃瀬から志水には犯行時刻のアリバイがあり冤罪と知らされたことで自らの過ちに向き合うため5年前に弁護士に転身、志水を再審無罪に導くため法律事務所を設立する。

赤峰柊斗（あかみね しゅうと）
演 - 北村匠海
弁護士。冤罪事件で無実を勝ち取った明墨に憧れ、かつて松永に濡れ衣を着せた富田を弁護すると聞き、松永の冤罪を再審に持ち込むため彼の法律事務所に移籍する。

紫ノ宮飛鳥（しのみや あすか）
演 - 堀田真由（幼少期：野田あかり）
弁護士。倉田功の娘。司法研修を終えると6年前に父と言い争っていた明墨から正式雇用を誘う手紙が届き、糸井一家殺人事件の捜査に関わり人が変わった父のことがわかるのではとの思いから、明墨法律事務所に入所する。

白木凛（しらき りん）
演 - 大島優子
パラリーガル。明墨が元検事であることを当初から知っていた。事務所に入所した経緯は作中では明かされていないが、お嬢様ながら型にはまらず反発し、高校中退で高認を受けており、キャバクラに勤めていたがそこを辞めて事務所に入所した裏設定が存在する。

青山憲治（あおやま けんじ）
演 - 林泰文
パラリーガル。裁判での反論資料や、物証を集める活動に必要な小道具を準備（時には捏造）する。桃瀬の大学時代の後輩で司法試験に挑むも極度のあがり症で4度受験に失敗、妻の妊娠を機に営業職で働き始めるが、5年前明墨と再会し彼の弁護士事務所に転職している。

ミル
演 - ライズ
明墨の愛犬。ゴールデン・レトリバー。赤いリード。

### 東京地方検察庁
伊達原泰輔（だてはら たいすけ）
演 - 野村萬斎
検事正。12年前、千葉地検在籍時に糸井一家殺人事件をはじめ数ある事件で陣頭指揮を執り、その功績から異例のスピードで東京地検・検事正に昇進する。

緑川歩佳（みどりかわ あゆか）
演 - 木村佳乃
検事。伊達原の忠実な部下として振る舞うが、同期の検事・桃瀬が願っていた志水の冤罪を晴らすため、同じく同期の明墨とともに伊達原の不正の証拠を掴むべく検察内部から行動する。

菊池大輝（きくち だいき）
演 - 山下幸輝
若手検事。伊達原の命令で明墨法律事務所の動きを監視する。

### 糸井一家殺人事件の関係者
2012年に千葉市で発生した一家殺人事件の関係者。
志水裕策（しみず ゆうさく）
演 - 緒形直人
事件の容疑者。会社の同僚だった糸井誠と共謀し会社の金を横領するがその金をめぐり糸井と争い、一家を毒殺した容疑で逮捕される。当初犯行を否認していたが後に明墨の執拗な取り調べに罪を認め第一審で死刑判決が下され、弁護側が控訴せず刑が確定する。

倉田功（くらた いさお）
演 - 藤木直人
千葉県警本部・刑事部長。紫ノ宮の父。糸井一家殺人事件に捜査一課の刑事として捜査に携わる。
瀬古成美（せこ なるみ）
演 - 神野三鈴
東京高等裁判所 判事。最高裁判所判事に任命されると目される人物。
千葉地裁に勤務時、糸井一家殺人事件の裁判で志水に死刑判決を言い渡す。

牧野紗耶（まきの さや）
演 - 近藤華（幼少期：磯村アメリ）
志水の娘。5歳のころ父が逮捕され母親に連れられ家を出るが、その母親が交通事故で亡くなり児童養護施設「ゆめみらいの家」で育つ。

緋山啓太（ひやま けいた）〈35〉
演 - 岩田剛典
羽木精工の従業員。羽木を殺害した容疑で起訴されるが、明墨の弁護により一審では無罪判決が言い渡される。
12年前、江越が斡旋する盗撮の闇バイトに手を出しており、その盗撮映像に犯行時刻の志水が映り込んでいたことから映像入手と交換条件に明墨が弁護を申し出ていた。

桃瀬礼子（ももせ れいこ）
演 - 吹石一恵
元東京地検検事。明墨の検察時代の同期。6年前、盗撮の取締りをしていた千葉県警の刑事・深澤が志水のアリバイとなる動画を発見したと知り志水の冤罪を確信、宇都宮地検に異動後も独自に冤罪について調査し、明墨に再審無罪に導くよう資料を託し病死する。志水の娘・紗耶と交流を持つため保護犬施設「わんはっぴー」にボランティアとして出入りする。

糸井誠〈42〉、糸井恵理子〈38〉、糸井菜津〈9〉
演 - 尾関伸次（Episode 4・Episode 8・Episode 9）、田川可奈美（Episode 4・Episode 8・Episode 9）、有香（Episode 4・Episode 8・Episode 9）
一家殺人事件の被害者。誠の会社の同僚であった志水に硫酸タリウムで毒殺されたとされている。

### その他
松永理人（まつなが まさと）
演 - 細田善彦
コンビニ「エフマート」の店員。かつて赤峰が担当した渋谷区路上傷害事件で懲役2年、執行猶予5年の有罪判決を受けるが、真犯人・富田正一郎の父である衆議院議員・富田誠司の圧力で目撃証言を捏造された末の冤罪であったため、社会不信の傾向に陥っている。

マメ
演 - ジーザス
紗耶が保護犬施設「わんはっぴー」で世話するゴールデン・レトリバー。緑のリード。

ココア
ミルとマメの母。

### ゲスト

#### Episode 1
羽木朝雄（はねぎ あさお）〈54〉
演 - 山本浩司（Episode 8）
羽木精工の社長。工場に隣接する自宅の玄関で撲殺体が発見される。

尾形仁史（おがた ひとし）
演 - 一ノ瀬ワタル
羽木精工の従業員。羽木朝雄の遺体の第一発見者。競馬が趣味。近視でメガネをかけている。

姫野道哉（ひめの みちや）
演 - 馬場徹（Episode 2・Last Episode）
羽木朝雄殺害事件の担当検事。東大法学部卒でパリにも研修留学し、若くして刑事局に配属されるなど将来を嘱望されたエリート。
精神的に追いつめられると左手の爪を立てる癖を緑川にたしなめられる。

助検事
演 - 相田雄一郎
姫野付。

坂口
演 - 井上肇（Last Episode）
羽木朝雄殺害事件の判事。明墨の証拠隠滅幇助を審議する裁判の判事。

書記官
演 - 田中貴裕（Last Episode）

羽木春子（はねぎ はるこ）
演 - 馬渕英里何
朝雄の妻。明墨から湊を証人尋問に出廷させる協力を要請される。

タクシードライバー
演 - 吉永秀平
明墨を乗せたタクシーの運転手。明墨に急かされ制限速度を超過する。

警察官
演 - 須田邦裕
覆面パトカーを運転する交通機動隊の警察官。速度違反でタクシーを制止するが、録画映像から捜査手順が違法と明墨に指摘される。

佐藤涼（さとう りょう）
演 - 前原瑞樹
羽木精工の従業員。

羽木湊（はねぎ みなと）〈5〉
演 - 北尾いくと
朝雄の息子。従業員によく遊んでもらっている。

検証用音声
声 - 中井和哉、平田広明
明墨が法廷で提出した検証用音声の声。

元同僚
演 - すわいつ郎、沓名環希（役名：橋本）
尾形がかつて働いていた居酒屋やスーパーの元同僚。ミスが多い尾形のことを責める。

女性
演 - 七海映子（Last Episode）
男性にぶつかり紗耶が落とした犬のリードを拾う女性。

カーナビの音声
声 - 江藤愛（TBSアナウンサー）
赤峰が羽木の自宅へ向かった際のGPSナビの「目的地に到着しました」という音声。

#### Episode 2
中島忠雄（なかじま ただお）
演 - 谷田歩
都立医科大学医学部法医学教室の教授。法医学の第一人者。
緋山の裁判員裁判の結審後、姫野から金銭を授受し鑑定結果を改ざんしていたことが発覚する。

水卜健太朗（みうら けんたろう）
演 - 内村遥
都立医科大学医学部医学科の助教。学生から「ミトちゃん」と呼ばれている。
明墨から中島の鑑定結果の改ざんの共犯として追及すると告げられる一方、中島から論文を盗用されパワハラをうけていることを看破され、このまま利用され続けるか否かを問われ中島を見限る。

清掃員
演 - 山本道子
都立医科大学の清掃員。

尾崎和夫（おざき かずお）
演 - 安藤彰則
東京中央弁護士会の副会長。

恵俊彰、八代英輝、皆川玲奈
演 - 恵俊彰（本人役、Episode 5・Last Episode）、八代英輝（本人役、Episode 5・Last Episode）、皆川玲奈（本人役、TBSアナウンサー、Episode 5・Last Episode）
ワイドショー『ひるおび』の司会者、コメンテーター（弁護士）、アシスタント。

田淵欣也〈71〉
演 - 植吉
窃盗の被疑者。袋に枕を入れて店を出ようとし窃盗で捕まるが、白木が準備した診断書を基に、紫ノ宮はその袋は過去に過呼吸症候群で倒れ応急処置のために常に忍ばせていたもので計画的犯行でないと主張する。

検事
演 - 砂田桃子
田淵の窃盗事件の検事。田淵の計画的犯行を追及する。

裁判官
演 - 荒木誠（Episode 7）
田淵の窃盗事件の裁判官。後日、松永理人に対する傷害被告事件の再審で無罪判決を下す。

刑務官
演 - 宮沢大地（Episode 3）

大学職員
演 - 西谷菜々恵
都立医科大学研究管理課の職員。紫ノ宮に遺伝子検査室の使用記録を閲覧させてほしいと懇願される。

学生
演 - 山田健人、坂本夏帆
都立医科大学の学生。中島教授をいつも手伝っているのは水卜助教と紫ノ宮に教える。

#### Episode 3
富田正一郎（とみた しょういちろう）〈32〉
演 - 田島亮
品川区で発生した傷害事件の被疑者。

富田誠司（とみた せいじ）
演 - 山崎銀之丞（Episode 6・Episode 7）
与党・民英党の衆議院議員。正一郎の父親。

小杉和昭（こすぎ かずあき）
演 - 渡辺邦斗（Episode 7）
富田誠司の第一公設秘書。

工藤弘和（くどう ひろかず）〈39〉
演 - 宮尾俊太郎
傷害事件の被害者。正一郎に暴行を受けたと証言する。

木田智也（きだ ともや）〈32〉
演 - 水野勝
傷害事件当日、クラブまで正一郎を車で迎えに来た友人。

三上
演 - 小栗基裕（s**t kingz）
正一郎や工藤たちが出入りしている品川区のクラブ「サウザンド」の店長。

蒲生（がもう）
演 - 小松利昌
傷害事件当日、現場近くで配管工事にパイプを供給していたパイプ製造会社「谷町パイプ」の社員。

橋本
演 - 佐藤裕（Last Episode）
品川区傷害事件の判事。伊達原による志水のアリバイ映像隠滅を審議する裁判の判事。

目撃者A / 山野辺宏
演 - 市川大貴
クラブの屋外で暴行され気絶していた工藤の第一発見者。クラブで正一郎と工藤の口論を目撃している。

子連れの父親
演 - 境浩一朗
マンションの屋内駐車場で木田の車を覗き込む赤峰に声をかける子供連れの自転車の男性。

田沢
演 - 是近敦之（Last Episode）
赤峰がかつて勤務していた法律事務所の上司。松永の無罪を立証しようとする赤峰に、減刑を狙う方針を指示する。

記者
演 - 笹野美由紀、小平伸一郎（Last Episode）
傷害事件の隠蔽工作がバレた富田誠司に詰め寄る記者たち。

アナウンサー
演 - 江藤愛（TBSアナウンサー）（Episode 7）
品川区傷害事件の裁判の顛末を伝え、後日「糸井一家殺人事件」志水死刑囚の冤罪の可能性を伝える。

#### Episode 4
仙道絵里（せんどう えり）〈28〉
演 - 早見あかり（Episode 5）
受付嬢。千葉連続不同意性交事件の3人目の被害者。抵抗したため未遂で終わり、犯人の顔を目撃したと証言し来栖の逮捕につながる。

来栖礼二（くるす れいじ）〈30〉
演 - 渡邊圭祐（Episode 5）
千葉連続不同意性交事件の容疑者。宇野から伝えられた弁護方針から、1人目と2人目の犯行は認めるが3人目の容疑については否認している。1年前、不同意わいせつ罪で有罪判決を受けた前科がある。

宇野雅人（うの まさと）
演 - 和田聰宏（Episode 5）
カリスマと称される人権派弁護士。来栖の弁護人。情状酌量を引き出し依頼人の人権を守ることで有名だが、見方を変えれば依頼人に自白させ有罪に導いていたとも取れ、警察との裏取引があったのではと噂される。

不倫相手
演 - 和泉凛
宇野雅人の不倫相手。毎週末、高給ホテルで宇野と密会している。

仁科（にしな）
演 - 朝夏まなと（Episode 8・Episode 9）
保護犬施設「わんはっぴー」の施設長。

大西周平（おおにし しゅうへい）
演 - 松角洋平（Episode 5）
千葉県警本部・捜査一課長。弁護士の宇野との癒着が噂される。

久美（くみ）
演 - 田中真琴（Episode 5）
絵里の同僚。絵里が暴行犯の来栖に惚れこみ付け回していたと明墨たちに証言する。

岡添（おかぞえ）
演 - 浪川大輔
来栖が行きつけにしていたバーの店長。

守屋瀬奈（もりや せな）〈21〉
演 - 搗宮姫奈（Episode 5）
千葉連続不同意性交事件の1人目の被害者。

遠山香澄（とうやま かすみ）〈22〉
演 - 諸星すみれ（Episode 5）
千葉連続不同意性交事件の2人目の被害者。

紫ノ宮朋子（しのみや ともこ）
演 - 壮一帆（Episode 5）
飛鳥の母。倉田の元妻。12年前の糸井一家殺人事件を境に当時夫だった倉田と口論が絶えなくなり、事件から3年後に離婚している。

刑事
演 - 関智一（Episode 9）
志水を取り調べた刑事。糸井一家に毒を盛り、嘔吐に下痢、眼瞼下垂や弛緩性麻痺の症状が、糸井の自宅から帰るころには出ていたのだろうと志水を聴取する。

宇野弘美（うの ひろみ）、宇野夢愛（うの ゆめ）
演 - ふるかわいずみ、前田花
宇野の妻と娘。

拘置所職員
演 - 田村智浩
東京拘置所の受刑者面会受付の職員。

大家
演 - 内藤トモヤ
来栖が住むアパートの大家。

警察官
演 - 保田泰志
千葉県警本部の警察官。県警本部で倉田を待ち伏せする赤峰に声をかける。

伊達原結奈（だてはら ゆうな）〈12〉
演 - 十文字陽菜（Episode 9）
伊達原の娘。中学生。

#### Episode 5
横山直哉（よこやま なおや）
演 - 高木勝也
千葉連続不同意性交事件を担当する検事。

判事
演 - 大西武志
同裁判の判事。

刑事
演 - 西野大作
千葉県警 捜査二課の刑事。倉田を千葉連続不同意性交事件における証拠捏造などの罪で逮捕する。

記者会見の司会者
演 - 松浦眞哉

#### Episode 6
沢原麻希（さわはら まき）
演 - 珠城りょう（Episode 7・Last Episode）
大洋出版『週刊大洋』元副編集長。昨年12月に社内の機密情報や取引先情報、グループ全社員の個人情報など合計30万件が流出し、状況証拠から現職従業員による漏洩として逮捕起訴され、一審で懲役1年、執行猶予2年の有罪判決を受ける。
明墨の弁護により控訴審で無罪判決を勝ち取ると東京中央新聞の記者に転職する。

上田基一（うえだ きいち）
演 - 河内大和
大洋出版『週刊大洋』現副編集長。昨年7月まで沢原の上司だったが、彼女が昇進し副編集長となり部下になる。沢原が逮捕されると、副編集長の後釜に座る。

品川
演 - 近藤公園（Episode 7）
社内情報漏洩事件の控訴審を担当する検事。

森尾
演 - 沢村玲
検事。紫ノ宮の司法修習の同期。糸井一家殺人事件などの千葉地検での陣頭指揮で評価された伊達原が異例のスピード昇進を遂げたことを紫ノ宮に教える。

加崎達也（かざき たつや）
演 - 相島一之（Episode 7）
与党・民英党の衆議院議員。法務副大臣。対抗派閥の富田とどちらかが次期法務大臣と言われていたが、富田の失脚により1人勝ち状態となる。沢原が副編集長であった5か月間、複数名の女性との不倫疑惑や大企業の社長と連日パーティー三昧をしていた暴露記事を掲載される。

田村浩紀（たむら ひろき）
演 - 望月章男
名簿販売業者「スターリスト」元代表取締役。USBメモリに入れられて郵送されてきた大洋出版の流出された個人情報の対価に、沢原の口座に3百万円を振り込む。脱税を通報すると紫ノ宮に脅され、秘匿性の高い海外のSNSで上田と名簿の裏取引をやり取りしていた個人用パソコンを提出させられる。

警備員
演 - 山本圭祐
大洋出版の入居するビルの警備員。紫ノ宮から昨年12月5日の入館者記録の閲覧を希望されるが断ったところ、勤務中、敷地内で喫煙していた写真を紫ノ宮から見せられ勤務態度を報告すると脅されたため、入館者記録を閲覧させる。

神原
演 - 松岡依都美（Episode 7）
児童養護施設「ゆめみらいの家」の施設長。

藤堂
演 - 津村知与支
沢原を一審まで担当した弁護士。一審で有罪判決が下されると、高裁での沢原の弁護を明墨が名乗り出たことから彼に引き継ぐ。

川島真理子
演 - 谷麻帆
大洋出版『週刊大洋』の編集者。明墨を社内で取材する。

社員
演 - 藤田啓介、栗原卓也、八代真央
大洋出版の社員たち。赤峰と紫ノ宮に沢原と上田の関係について証言する。

バーのマスター
演 - 津村和幸（Episode 7）
瀬古と伊達原が密会していたバーのマスター。

秘書
演 - 水野智則（Episode 7）
加崎の第一秘書。上田と密会する。

#### Episode 7
長官
演 - 大谷亮介
東京高等裁判所長官。瀬古に対し富田の訴えで弾劾裁判が開廷されると伝える。

裁判長
演 - 矢嶋俊作
瀬古に対する弾劾裁判の裁判長。

判事
演 - 谷仲恵輔
沢原被告の控訴審を審議する判事。

ソプラノ歌手
演 - 秋本悠希
加崎の政治資金パーティーで歌を披露したソプラノ歌手。

仲口太一
演 - 仲田充宏
弾劾裁判の被訴追人。

被告
声 - 朝比奈竜生
東京高裁で瀬古に諭される被告。

#### Episode 8
江越（えごし） / 後藤秀一（ごとう しゅういち）〈43〉
演 - 迫田孝也（Last Episode）
投資詐欺など裏稼業に手を染める東大卒のエリートサラリーマン。かつて緋山に闇バイトで盗撮を斡旋しており、その動画に糸井一家殺人事件での志水のアリバイを証明する姿が映っていた。

志水早苗
演 - 山田キヌヲ（Last Episode）
志水の妻。夫の死刑判決後、離婚。後に交通事故で死去。

受付
演 - yukino
江越（後藤）の勤務先「ウィンダム・システム」の受付。

緋山の母
演 - 谷口千明
田舎に住む緋山の母。1年前に病死する。

#### Episode 9
伊達原絵美
演 - 山崎直子
伊達原の妻。

刑事
演 - 田中啓三、沖原一生
糸井一家殺人事件で志水を取り調べた刑事。

刑事
演 - 板垣雄亮
羽木精工社長殺害事件における証拠隠滅罪で明墨を逮捕する。

平塚聡
演 - 牧村泉三郎
千葉県警の科捜研職員。糸井一家殺人事件で殺害に使用された毒物の鑑定を担当。8年前に退職、3年前に病死。

受付
演 - 寺井義貴
倉田が収監されている拘置所の受付。

桃瀬美枝子
演 - 麻生祐未
桃瀬の母。訪問した赤峰に娘が亡くなる直前までつけていた日記を託す。

深澤
演 - 音尾琢真
千葉県警の刑事。盗撮動画を送り付けられる嫌がらせ被害に遭った女性から相談を受け、その動画に糸井一家殺人事件犯行時刻の志水の姿が映っていたことを確認、倉田に動画を提出するが志水は確認されなかったことにされたと桃瀬に明かし、ここだけの話にしてほしいと冤罪の証言を拒否する。

#### Last Episode
金田
演 - 東根作寿英
千葉県警科捜研の元職員。平塚の元部下。

リポーター
演 - 佐々木舞音（TBSアナウンサー）
明墨の証拠隠滅幇助を審議する裁判の傍聴券を求め長蛇の列ができていることをリポートする。

司会者
演 - 新夕悦男（TBSアナウンサー）
伊達原が不正を認めれば糸井一家殺人事件の再審が大きく動き出すかもしれないと沢原がコメントする報道番組の司会者。

弁護士
演 - 米盛有彩
伊達原担当の弁護士。

青山の妻
演 - 山本未來
弁護士。

記者
演 - 武本健嗣、満田伸明
瀬古の記者会見で容赦ない質問を浴びせる。

科捜研職員
演 - 日下部千太郎
伊達原に鑑定書を渡す。

## スタッフ
- 脚本 - 山本奈奈、李正美、宮本勇人、福田哲平[3]
- 音楽 - 梶浦由記[92]、寺田志保
- 主題歌 - milet「hanataba」（ソニー・ミュージックレーベルズ）[92]
- 演出 - 田中健太、宮崎陽平、嶋田広野[3]
- プロデュース - 飯田和孝[93]、大形美佑葵[93]
- 法律監修 - 國松崇
- 警察監修 - 大澤良州
- 医療監修 - 中澤暁雄
- 刑務官監修 - 坂本敏夫
- 法中毒学監修 - 永澤明佳
- 製作著作 - TBS

## エピソードリスト
| 話数 | サブタイトル | 初回放送日 | 演出               | 脚本                                 | 視聴率 |
| --- | ------------ | ---------- | ------------------ | ------------------------------------ | ------ |
| Episode 1 | -接点-       | 4月14日    | 田中健太           | 山本奈奈、宮本勇人、李正美、福田哲平 | 11.5%  |
| 明墨は拘置所で緋山啓太に接見し「無罪にしてさしあげます」と弁護を申し出る。緋山は勤務先の社長である羽木朝雄の頭部を殴打し殺害したと起訴されていた。明墨は検察があげた4つの証拠のうち、現場から採取された被告の指紋の残された日時が犯行時ではない可能性を弁護側証言から提示し、さらに犯行直前の被害者と被告の口論を聞いたとする証言内容の信憑性を証人の秘密を暴くことで崩してみせる。                                            |              |            |                    |                                      |        |
| Episode 2 | -拒絶-       | 4月21日    | 田中健太           | 宮本勇人、李正美、福田哲平、山本奈奈 | 12.8%  |
| 新たな証拠として提出された、事件から3か月も雨ざらしのハンマーから被害者のDNAが検出されたことに、明墨たちは疑問を抱く。明墨は姫野が敗訴を恐れ都立医科大の教授・中島忠雄に鑑定結果の改ざんを指示した推測をたて、真相究明に動き、助教の水卜に接触する。 |              |            |                    |                                      |        |
| Episode 3 | -過去-       | 4月28日    | 田中健太           | 李正美、福田哲平、山本奈奈、宮本勇人 | 10.4%  |
| 明墨と赤峰は工藤弘和への傷害容疑で富田正一郎を弁護する。第一回公判、検事の緑川歩佳は工藤の供述のほか、工藤と口論となった正一郎が犯行現場から逃走した目撃証言を提示するが、明墨は犯行時刻より前に正一郎は友人・木田智也の車で現場から立ち去ったと主張する。明墨は工藤の供述の信用性を崩す方針を立てるが、赤峰は正一郎を犯人と疑っていた。                                                                                       |              |            |                    |                                      |        |
| Episode 4 | -冤罪-       | 5月05日    | 宮崎陽平           | 福田哲平、山本奈奈、宮本勇人、李正美 | 09.2%  |
| 明墨は東京拘置所で志水裕策から「静かに死にたいんです」と面会を拒まれる。明墨を尾行した赤峰は、志水が糸井一家殺人事件の死刑因と確認する。同じころ紫ノ宮は、明墨が以前訪れた保護犬施設の施設長・仁科に接触、明墨と一緒にいた少女・紗耶の素性を探っていた。 |              |            |                    |                                      |        |
| Episode 5 | -因縁-       | 5月12日    | 宮崎陽平           | 山本奈奈、宮本勇人、李正美、福田哲平 | 10.1%  |
| 明墨を料亭に呼びだした検事正・伊達原泰輔は「君が検察として志水を死刑囚にした」と告げ、志水に関わらないよう牽制する。紫ノ宮は来栖の弁護を奪ったのは倉田の存在があるからで、彼の娘である自分を利用するため雇ったのかと追及すると明墨はそれを認め、紫ノ宮に父親の不正の確認を促す。 |              |            |                    |                                      |        |
| Episode 6 | -不正-       | 5月19日    | 田中健太           | 李正美、山本奈奈、宮本勇人、福田哲平 | 10.3%  |
| 赤峰が事務所に戻ると明墨と緋山が江越という人物について密談していたが、控訴審の打ち合わせと誤魔化される。一方、紫ノ宮は父・倉田に弁護を申し出るが拒まれ、志水の冤罪を問いかけるも無視され面会を終えると、突如現れた伊達原に冷静な判断ができる他の弁護士に父の弁護を任せるよう促される。 |              |            |                    |                                      |        |
| Episode 7 | -追求-       | 5月26日    | 嶋田広野           | 李正美、山本奈奈、宮本勇人、福田哲平 | 10.2%  |
| 明墨は瀬古の不正の証拠を掴み弾劾裁判にかける計画を進める。明墨は釈放された富田に、瀬古が正一郎の裁判で罠に嵌めようとしたと吹き込み、瀬古が出席する加崎の支援パーティーに乱入させる。瀬古は検察に働きかけ釈放させた私が裏切るはずがないと富田に弁解するが、明墨たちに盗聴される。 |              |            |                    |                                      |        |
| Episode 8 | -真実-       | 6月2日     | 宮崎陽平           | 宮本勇人、山本奈奈、李正美、福田哲平 | 10.2%  |
| 12年前、明墨はさいたま地検在籍時に糸井一家殺人事件の尋問を応援要請され、検察が間違いを犯すはずがないと妄信し志水を容赦なく尋問し自白させるが、6年前に同期の検事・桃瀬礼子から彼にはアリバイがあることから冤罪と知らされ、過ちに向き合うため5年前に弁護士になったと沙耶に謝罪する。 |              |            |                    |                                      |        |
| Episode 9 | -約束-       | 6月9日     | 田中健太、宮崎陽平 | 山本奈奈、李正美、宮本勇人、福田哲平 | 11.2%  |
| 桃瀬の実家を訪ねた赤峰は母親・美枝子から娘が亡くなる直前までつけていた日記を託される。日記には、伊達原が志水のアリバイを示す証拠を隠滅した噂を聞きつけた桃瀬が志水の冤罪の可能性を調査し、噂の出所である千葉県警の深澤が盗撮動画映像の中で、犯行時に志水が現場以外の場所にいたことを確認し倉田に映像を提出したものの、映像が無かったことにされ、また、殺害に使用された毒物が検察側証拠とは違う可能性があることが綴られていた。 |              |            |                    |                                      |        |
| Last Episode | -正義-       | 6月16日    | 田中健太           | 李正美、山本奈奈、宮本勇人、福田哲平 | 12.2%  |
| 事務所からの離反者により明墨が殺人の物証隠滅の罪で逮捕されると、緋山もまた殺人罪で再逮捕される。赤峰は志水の再審のため平塚の部下であった金田と接触、平塚がガンで亡くなる前に科学者として過ちを犯したと告白し、善意で何らかの資料を残していたとの証言を得るが、明墨の公判における自信ある姿勢から伊達原も別証拠の情報を掴むことになる。                                                                                         |              |            |                    |                                      |        |
| |              |            |                    |                                      |        |
| 平均視聴率 10.8%（視聴率は関東地区・ビデオリサーチ社調べ） |              |            |                    |                                      |        |

- Episode 1、Last Episodeは21時 - 22時19分の25分拡大放送。
- Episode 2は21時 - 22時9分の15分拡大放送。

## 受賞
- 第120回ザテレビジョンドラマアカデミー賞[95]
  - 主演男優賞 長谷川博己
  - 助演女優賞 堀田真由

## ノベライズ
完全オリジナルのミステリー小説として蒔田陽平によりノベライズされた。

### 書籍情報
- ノベライズ：蒔田陽平『TBS系日曜劇場 アンチヒーロー』扶桑社〈扶桑社文庫〉
  - 上巻：2024年5月31日発売、ISBN 978-4-594-09775-2[97][96]
  - 下巻：2024年6月19日発売、ISBN 978-4-594-09776-9[98][96]